# Югоизточен район за планиране
Югоизточният район за планиране е един от шестте района за планиране в България, включващ областите Бургас, Сливен, Ямбол и Стара Загора. Площта му е 19 799 km², а населението – около 1,039 млн. души (2018). Най-големият град в региона и негово икономическо ядро е Бургас.

## Географско положение, граници
Югоизточният район за планиране обхваща областите Бургас, Сливен, Ямбол, и от 2006 г. – Стара Загора, която е прехвърлена от Южен централен в Югоизточен район за планиране поради изисквания на Евростат въпреки по-скоро централно-южното разположение на областта.
Югоизточният район за планиране има широк излаз към Черно море (224 км на изток) и дълга граница с Турция на юг по Странджа и Дервентските възвишения. Административен център е град Бургас. Чрез ниските и удобни старопланински проходи (Твърдишки, Вратник, Върбишки, Ришки, Дюлински и др.) се осъществява връзката със Североизточен и Северен централен район за планиране. На запад районът граничи с Южен централен район. През района преминават транспортните коридори №8 и 9, както и железопътната линия София-Бургас.
Географското положение на региона е благоприятно, което е предпоставка за развитието на стопанството му и за притока на чужди капитали. Държавната граница с Турция и Черно море определят съответно южната и източната граница на региона. Открит е нов ГКПП Лесово, през който се осъществява шосейна връзка за Одрин. Северната граница следва билото на Средна и Източна Стара планина. Проходите Шипка, Проход на Републиката, Вратник, Котленски, Върбишки, Дюлински и други улесняват връзките със съседните Северен централен и Североизточен регион. На запад регионът граничи с Южния централен регион.

## Природна среда
Югоизточният регион разполага с благоприятни природни условия и ресурси за развитие на земеделието, транспорта, туризма и курортното дело.
Черно море играе важна роля за стопанството на региона.

### Релеф и полезни изкопаеми
Релефът е низинен до нископланински. От енергийно-суровинните ресурси с най-важно значение са находищата на лигнитни въглища в Маришкия басейн, където са съсредоточени над 70% от въглищните запаси в страната.
Черни коксуващи се въглища са разкрити в Балканбас, кафяви въглища има край Бургас, лигнитни – в Елховския басейн. Те са с ограничено стопанско значение. Минералните ресурси са представени от находищата на медни и полиметални руди в региона.

### Води
Водните ресурси са ограничени. Те се използват комплексно. От крайморските езера се добиват сол и лечебна кал. Минерални води са открити в Павел баня, Старозагорски минерални бани, Сливенски минерални бани, Меричлери.

### Почви
Почвените ресурси благоприятстват за производството на зърнено-хлебни култури, зеленчуци, слънчочглед, памук, ориз, овощия, лозя. В региона са разположени около 10% от запасите на дървесина, предимно широколистна.

### Пасища
Важно природно богатство са пасищата. Те са най-добри за овцевъдство. Дъбовите гори на Странджа са подходящи за пасищно свиневъдство, където съществуват традиции в тази дейност. Необходимо е тяхното активизиране.

## Население и селищна мрежа
Средната гъстота в Югоизточния регион е малка – 57 д./km2, и е близка до тази в Северозападния регион.

## Стопанство и социална среда
Стопанството на региона се развива под влияние на редица фактори, най-важните от които са стратегическото географско положение с излаз на Черно море, бургаското пристанище с вносно-износния товаропоток през него, нарастналият дял преки чуждестранни инвестиции (12,3%) и най-големият въглищен басейн в България, източник на енергоресурси – (Марица изток). По БВП на човек и преки чужди инвестиции регионът заема първо място сред останалите региони без Югозападния регион. Преките чуждестранни инвестиции са важен фактор с директно значение за развитието на икономиката му. Значителна част от тях са насочени в промишлено-енергийния комплекс „Марица изток“.
Специализацията на региона в третичния сектор са туризмът и транспортът, а от промишлените отрасли – нефтопреработващата и ХВП, добивна и електропроизводството.

### Първичен сектор
Земеделието и добивната промишленост заемат важно място в икономиката на региона. Делът на аграрния сектор в брутната му добавена стойност, както при останалите региони, непрекъснато намалява и през 2009 г. е едва 5,9%.

#### Земеделие
Растениевъдството зависи от снабдеността на региона със земеделска земя на жител. Тя е по-голяма от средната за страната, но е силно разпокъсана след възстановяване на собствеността ѝ и за това е сериозен проблем за ефективно земеделие. Земеделската земя се засява предимно със зърнени култури: ечемик, пшеница и царевица, в които регионът се специализира. Над една четвърт от площите, засети с ечемик в България и производството му са в Югоизточния регион. Той произвежда най-много зърнени храни в Южна България и е с най-високи добиви от декар. Основните технически култури са слънчоглед, отглеждан почти навсякъде, захарно цвекло в Бургаската низина, маслодайна роза, мента и лавандула в Казанлъшкото поле и отчасти памук в Старозагорско и тютюн, чието производство силно намалява.
С най-голямо участие в националното производство от останалите земеделски подотрасли са лозарството, овощарството и зеленчукопроизводството, за което спомагат благоприятните почвено-климтични условия. Регионът е първенец по производство на грозде в България с около една трета от родното производство. Традициите, финансирането от европейски фондове за възстановяване на лозята и добре развитото винопроизводство налагат лозарството като приоритетна дейност за региона. Тук се оформя Черноморският лозарски район, който все повече разширява обхвата си към вътрешността.
От плодовете най-голям дял заемат площите с праскови в Сливенско, череши и ябълки в Сливенско и Бургаско. Част от старите овощни градини са подновени. Най-голям дял от зеленчукопроизводството заемат зрелият кромид, доматите и краставиците.

#### Животновъдство
Животновъдството има благоприятни условия за развитие. Доброто зърнено-фуражно производство в региона определя развитието на говедовъдство, свиневъдство и птицевъдство. Наличието на пасища в планинската част благоприятства овцевъдство и месодайно говедовъдство. Регионът развива всички подотрасли, но се специализира в биволовъдството край Тунджа и овцевъдството. Броят на отглежданите животни непрекъснато намалява поради високата цена на фуража, ниската изкупна цена на месото и млякото, ниската степен на механизация и лошите условия на отглеждане на животните. Преобладават дребните животновъдни стопанства. Екологично чистите региони на Странджа и Източна Стара планина дават възможност за биологично животновъдство в бъдеще.
Най-голямо значение за добивната промишленост на региона има добивът на лигнитни въглища в Марица изток.

### Вторичен сектор
Промишлеността в региона има ясно изразена специализация в нефтопреработването, ХВП и енергетиката. Териториалното ѝ разположение се отличава с прекомерна концентрация на предприятия в големите градове и създава редица социални и демографски проблеми в тях.

#### Енергетика
Енергийният комплекс „Марица изток“, разположен в региона на Гълъбово, Раднево и Стара Загора, произвежда електроенергия и брикети със собствени енергоресурси – лигнитните въглища, и осигурява Югоизточния регион с електроенергия. Локални ТЕЦ има в Бургас и Сливен.

#### Металургия
Металургичното предприятие „Промет“ край Бургас работи на базата на вносна суровина, като произвежда прокатни изделия. Комбинатът е приватизиран и работи основно за износ.

#### Машиностроене
Машиностроенето и електрониката създават 9,5% от промишлената продукция на региона. Отрасълът се специализира в производството на товарни вагони (единствено в страната), кораби и кабели, климатична техника в Бургас, земеделски машини в Ямбол, Нова Загора и хидравлични машини в Казанлък и Чирпан, където са съсредоточени 90% от националното им производство. В Сливен се произвеждат стругове, тъкачни машини, стартери за автомобили и електрически лампи.

#### Нефтопреработване
Много важна роля в промишления облик на региона играе нефтопреработването. На базата на вносен нефт от нефтопристанището работи най-големият в Югоизточна Европа нефтохимически комбинат. Построен през 60-те години на ХХ век край Бургас за производство на широка гама от нефтопродукти, той е приватизиран от фирма „Лукойл“, част от производствата са спрени и се произвеждат само течни горива, химически влакна и някои деривати. Комбинатът доставя течно гориво и химически продукти за цялата страна. Макар дяловото участие на нефтопреработването в промишлеността на региона да намалява през последните години, все пак то си остава първенец по брутна добавена стойност със своите 44%. Голяма част от някогашните предприятия като комбинатът за синтетични тъкани в Ямбол и Казанлък, за пластмасови изделия в Средец, които са били кооперирани с НХК, са спрели производство като това в Ямбол, или силно са го ограничили като останалите.

#### Хранително-вкусова промишленост
Хранително-вкусовата промишленост е много добре развита навсякъде в региона, представена от широка гама подотрасли – винопроизводство, пивоварна, млекопреработване, месна, мелничарска, консервна, рибоконсервна, производство на олио, захар и захарни изделия. Югоизточният регион е водещ в България по редица нейни производства. Богатите и разнообразни земеделски суровини, традициите и международните пазари за винопроизводството и консервната промишленост са важни фактори за успешното развитие на ХВП дори в икономическата криза. Голяма част от нейните производства са разпространени почти навсякъде и в четирите области на региона близо до суровините им. Само производството на захар в Камено, рибни консерви и захарни изделия в Бургас, бира, макаронени изделия и цигари в Стара Загора имат фиксирано разпространение.

#### Шивашка промишленост
Текстилна, трикотажна и шивашка промишленост е важен подотрасъл, който осигурява работа за хората от Сливен, Казанлък и Ямбол. В последните десет години в шивашкия отрасъл са привлечени чуждестранни инвестиции. С богати традиции в производството на текстил Сливен и Казанлък са основните производители на вълнени платове, чорапи, конци и килими. Котленските килими са уникални с шарките си и са известни далеч по света.

### Третичен сектор
Третичният сектор подобно на останалите региони е водещ за икономиката на региона с 51,7% от брутната добавена стойност за 2009 г. и ангажира над половината от работната сила на региона.

#### Транспорт
Транспортът е основен фактор за икономическото развитие на региона и специализиращ отрасъл, Еврокоридор № 8, строежът на магистрала „Тракия“, черноморската зона за икономическо сътрудничество и евентуалното строителство на нефтопровода Бургас-Александруполис ще доразвият транспортната система на региона. През бургаското пристанище минава основният вносно-износен товаропоток и морският транспорт има национално значение. Край Бургас е единственото нефтопристанище в България. Територията на региона се пресича от основните жп и шосейни пътища в България с направление София-Бургас, Варна-Карнобат и Велико Търново-Стара Загора. До няколко години предстои завършването на магистрала „Тракия“. Южните части на региона са слабо транспортно осигурени. Бургаското летище е едно от най-големите в България.

#### Туризъм
Туризмът е приоритетен отрасъл в региона особено за Бургаската област. Богатите туристически ресурси, благоприятното географско разположение и транспортната достъпност на региона благоприятстват развитието му. В последните десет години в отрасъла е инвестирано много за строеж или обновяване на хотели и сега техният брой и леглата в тях са най-много в сравнение с останалите региони. Югоизточният регион е първенец по реализирани нощувки включително и от чужденци основно по черноморското крайбрежие, който е сезонен, регионът има ресурси за развитието на познавателен, винен, ловен, балнеоложки и екотуризъм. Засиленият строеж на хотели създава екологични проблеми по проекта „Натура 2000“.
Търговските и други услуги са съсредоточени в големите градове. В Бургас има безмитна зона. Изостава здравното, просветното и административното обслужване в обезлюдаващите се южни краища.

## Териториални различия
В региона има ясно изразени центрове – Бургас на изток, и Стара Загора във вътрешността. Заедно с останалите областни центрове те съсредоточават около себе си промишлени и обслужващи дейности. Странджа и Източна Стара планина остават изолирани в периферните части на региона.
Откриването на ГКПП Лесово създава възможност за активизиране на тези територии. Необходима е нова регионална политика за развитие на южните погранични територии, която може да използва еврофондовете на програма „Регионално развитие“.

## Екологична ситуация
Антропогенната дейност, особено по крайбрежието, се е проявявала силно още в дълбока древност, за което свидетелстват редица археологически паметници. Интензивното стопанско усвояване на региона в наши дни е довело до сериозни екологични проблеми. Това важи за района на Бургас и разположения до него Нефтохимически комбинат, за „Марица изток“, за районите на Стара Загора, Сливен, Ямбол и някои други селища. Няколко десетки хиляди дка в региона са замърсени с тежки метали. Морето се замърсява с нефтопродукти около пристанищата. Относително голям е делът на необработваемите земи. Експлоатацията на горите превишава техния естествен прираст. Необходими са конкретни мерки за преодоляване на екологичните проблеми на региона, още повече че тук е съсредоточена значителна част от туристическо-рекреационния потенциал на страната.

## Забележителности
- Резерват Силкосия
- Фестивал на пясъчните скулптури (Бургас)
- Музикален фестивал Спирит ъф Бургас (Август) (Бургас)
- Крепост Порос (Бургас)
- Археологически музей Бургас (Бургас)
- Къща музей на Петя Дубарова (Бургас)
- Музикален фестивал „Бургас и морето“ (Бургас)
- Международен фолклорен фестивал (Бургас)
- Морско казино (Бургас)
- Северен плаж (Бургас)
- Морска градина (Бургас)
- Богородична стъпка
- Казанлъшка гробница
- Старият град на Несебър
- Старият град на Созопол
- Крепост Маркели
- Регионален Исторически Музей Сливен
- Храм-паметник Шипка
- Тракийско скално светилище Бегликташ
- Музей на коня и конния спорт
- Тракийско скално светилище „Вратата на Богинята“
- Гробница на Севт ІІІ в могила Голямата Косматка
- Екшън аквапарк, Слънчев бряг
- Курортен комплекс Слънчев бряг
- Къща музей Хаджи Димитър
- Античен град Улпия Анхиалеон Палеокастро
- Крепост Туида
- Манастир „Свети Георги“
- Плаж Аркутино
- Исторически музей Искра, Казанлък
- Крепост Деултум
- Паметник на свободата на Шипка
- Музей на розата
- Църква Христос Пантократор
- Етнографски музей
- Неолитни жилища (Стара Загора)